# Pieter Claas Antiek

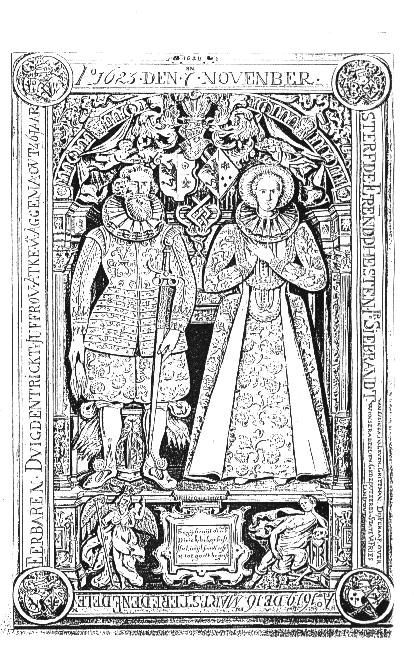
Tekening van A. Martin van de grafzerk van Sybrand van Osinga en Atke van Aggema

Pieter Claas Antiek was een Friese steenhouwer die zich meestal zijn werk met de initialen PC of PCA signeerde. Alleen op zijn meesterwerk uit 1621, de portretzerk van Sybrand van Osinga te Schettens, bracht hij voluit zijn naam aan.
Van hem zijn 11 werken bekend, die gedateerd zijn tussen 1611 en 1621. 
Hij was een zoon van de hardhouwer Claas Jelles uit Franeker en huwde omstreeks 1609 met Tialcke Eedesdr.